# Ngày Tiếng mẹ đẻ Quốc tế
Ngày tiếng mẹ đẻ Quốc tế (International Mother Language Day) được tổ chức vào ngày 21 tháng 2 hàng năm bởi UNESCO. Ngày này được UNESCO chọn tại hội nghị ngày 17 tháng 11 năm 1999. Ngày lễ quốc tế này đã được Đại hội đồng Liên Hợp Quốc chính thức công nhận trong nghị quyết trong đó quyết định năm 2008 là Năm Ngôn ngữ Quốc tế.

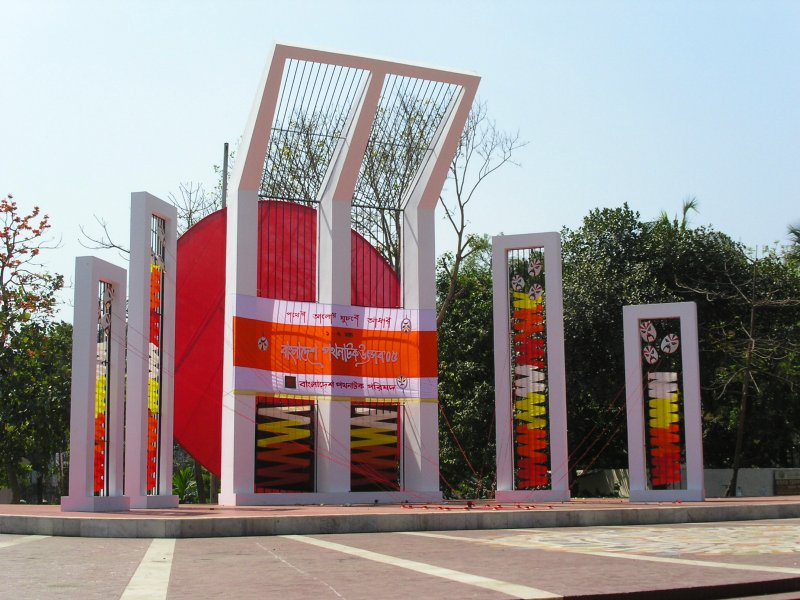
Shaheed Minar, hay Đài Liệt sĩ, đặt tại khuôn viên Trường Đại học Dhaka, Bangladesh, tưởng nhớ cái chết của tiếng Bangladesh vào ngày 21 tháng 2 năm 1952

Ngày tiếng mẹ đẻ Quốc tế bắt nguồn từ sự thừa nhận trên toàn thế giới Ngày Phong trào Ngôn ngữ, tưởng niệm sự kiện diễn ra tại Bangladesh (trước đây là Đông Pakistan) từ năm 1952, khi một số sinh viên của trường Đại học Dhaka bị cảnh sát và quân đội Pakistan giết chết tại Dhaka trong Phong trào ngôn ngữ Bengal.
Ngày tiếng mẹ đẻ Quốc tế được các quốc gia thành viên UNESCO tổ chức hàng năm tại các trụ sở UNESCO nhằm quảng bá sự đa dạng ngôn ngữ, văn hóa và tính đa ngôn ngữ.

## Lịch sử
Vào ngày 21 tháng 3 năm 1948, Mohammed Ali Jinnah, Toàn quyền Pakistan, tuyên bố rằng Urdu sẽ là ngôn ngữ chính thức duy nhất cho cả Tây và Đông Pakistan. Người dân Đông Pakistan (ngày nay là Bangladesh), với thứ tiếng chính là tiếng Bengal, bắt đầu phong trào phản đối quyết định này. Ngày 21 tháng 2 năm 1952 (tức là ngày 8 Falgun 1359 theo lịch Bengal), những sinh viên tại thành phố mà nay là thủ đô Dhaka kêu gọi bãi công trên toàn tỉnh. Chính quyền ban bố lệnh giới nghiêm để ngăn chặn việc này và sự phản kháng có phần giảm xuống để không vi phạm luật giới nghiêm. Cảnh sát Pakistan đã bắn vào sinh viên dù họ đang biểu tình một cách hòa bình và một số sinh viên đã bị giết chết.

## Chủ đề hàng năm
Những lần tổ chức Ngày tiếng mẹ đẻ Quốc tế thường có một chủ đề, được ghi trong chương trình tổ chức chính thức của UNESCO, hoặc tuyên bố công khai cho công chúng.
- 2008, Năm Quốc tế Ngôn ngữ
- 2007, Học vấn đa ngôn ngữ
- 2006, Ngôn ngữ và Mạng thông tin
- 2005, chữ Braille và ngôn ngữ dấu hiệu
- 2004, Trẻ em được học hành (buổi lễ tại UNESCO có ghi "cuộc triển lãm độc đáo gồm những sách bài tập của trẻ em trên toàn thế giới thể hiện quá trình trẻ em học tập và thành thạo cách sử dụng kỹ năng viết trong lớp học"[4])
- 2003, Lễ mừng thường niên thứ tư
- 2002, Đa dạng Ngôn ngữ: 3000 Ngôn ngữ đang gặp nguy (khẩu hiệu: Trong dải ngân hà các ngôn ngữ, mỗi một từ là một ngôi sao)
- 2001, Lễ mừng thường niên thứ hai
- 2000, Lễ ra mắt Ngày tiếng mẹ đẻ Quốc tế

## Những lễ kỷ niệm quốc tế

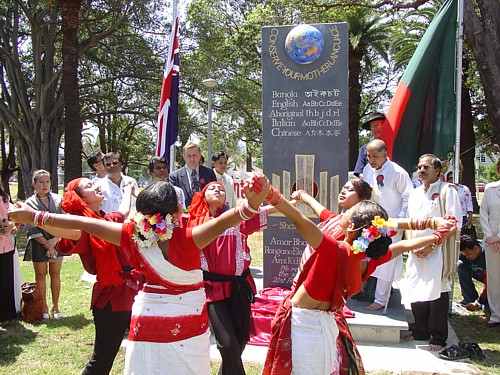
Tượng đài Ngày tiếng mẹ đẻ Quốc tế, Công viên Ashfield, Sydney, Úc. Lễ khánh thành, 19 tháng 2 năm 2006

- Giải thưởng Linguapax được trao hàng năm vào Ngày tiếng mẹ đẻ Quốc tế.
- UNESCO lập chủ đề cho từng Ngày tiếng mẹ đẻ Quốc tế và tổ chức những sự kiện liên quan tại các trụ sở tại Paris vào khoảng ngày 21 tháng 2 hàng năm.
- Năm 2008, Năm Quốc tế Ngôn ngữ được chính thức bắt đầu vào Ngày tiếng mẹ đẻ Quốc tế.